# John Joe Nevin
John Joe Nevin (n. 7 iunie 1989, Mullingar, Leinster⁠(d), Irlanda) este un boxer ce a reprezentat Irlanda, medaliat olimpic. A participat la 2 ediții ale Jocurilor Olimpice (2008, 2012) în care a câștigat o medalie de argint.